# Teatro Animosi
Il Teatro degli Animosi è il principale teatro della città di Carrara, spesso citato come Gli Animosi. Situato nel quartiere di “For'd'Porta” (letteralmente "fuori dalla porta" per la immediata vicinanza con l'antica porta a mare), si affaccia sulla piazza pedonale "Fabrizio De André".
L'attuale stagione teatrale è composta da prosa, musica lirica, balletto, concerti di musica classica e di musica leggera. I locali del ridotto ospitano conferenze, convegni, presentazioni, concerti e mostre.
L'edificio è stato chiuso per restauri e adeguamenti nel 2010 e, dopo una breve riapertura di tre mesi ad inizio 2017, di nuovo chiuso e posto sotto sequestro .
Nel mese di novembre 2019 è stato definitivamente riaperto al pubblico.

## Storia

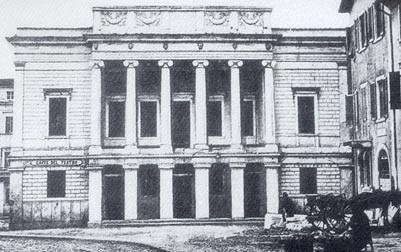
La più antica fotografia del teatro, 1870

Il teatro fu fondato grazie all'impegno di un gruppo di cittadini, esponenti della nobiltà e dell'alta borghesia, riunitisi in una “Accademia del Teatro” nel 1836; la città era sprovvista di un vero e proprio teatro, visto che la struttura precedente, già esistente nel Palazzo Ducale di Carrara, era stata demolita per esigenze legate all'insediamento della Accademia di belle arti. Le spese per l'edificazione del nuovo edificio furono sostenute dai soci accademici i quali erogarono ingenti somme di denaro, a titolo di sottoscrizione o per la diretta proprietà dei palchi.
Il progetto venne affidato al celebre architetto neoclassico lucchese Giuseppe Pardini. L'edificio fu inaugurato il 26 dicembre 1840 senza l'auspicato intervento del duca Francesco IV di Modena al quale era stato fatto omaggio del palco centrale. Lo spettacolo inaugurale (prosa) fu La donna ambiziosa di Alberto Nota.

Il teatro deve il suo nome all'iscrizione inserita nella balaustra, dettata dal letterato locale Andrea Micheli Pellegrini:
(Iscrizione dedicatoria sulla facciata del Teatro Animosi)
La prima opera lirica venne rappresentata nel 1842 con una messa in scena di Lucia di Lammermoor di Gaetano Donizetti.
Nel 1864 all'interno del Teatro si approntarono alcune sale ad uso di Casino Civico, l'attuale ridotto, con stanze da gioco, da biliardo e di lettura. In seguito i locali del Casino Civico vennero dotati di un ingresso indipendente (1882) e quindi completati da un ampio scalone di accesso in marmo disegnato dall'architetto Enrico Bonanni (1912).
Con l'apertura del nuovo e più capiente Teatro Politeama, nel 1892, il Teatro degli Animosi perse la sua centralità. Nel 1906 venne quindi convertito ad un uso più moderno con l'insediamento al suo interno del Cinematografo Paris, poi Cinematografo Carrarese.
Nel secondo dopoguerra, pur restando prevalente l'attività cinematografica, gli Animosi ospitarono anche incontri di pugilato (dal 1961).
Nel 1964 il teatro diventa di proprietà del Comune di Carrara, ed inaugura un nuovo corso con l'apertura del concorso di cinematografia 8 e 16mm. Città di Carrara (1967).
Nel 1968 al suo interno si svolse un celebre Congresso mondiale degli Anarchici.
Dal 1969 ripresero le attività concertistiche e gli spettacoli di prosa con Mistero buffo di Dario Fo e Franca Rame.
Chiuso per un lungo intervento di restauro, dal 1986 il teatro ha definitivamente abbandonato le manifestazioni cinematografiche ed ha ospitato con regolarità una Stagione teatrale con prosa, musica e balletto.
Nel 2006 un ampio intervento di riqualificazione urbanistica ha interessato la zona, e la piazza antistante al teatro è stata ripavimentata secondo un progetto ideato da Angelo Mangiarotti. 
Nel 2010 la necessità di adeguamenti ha portato a una nuova chiusura del teatro; i lavori sono partiti con notevole ritardo solo nel 2012, e si sono protratti fino alla fine del 2016. L'intervento ha interessato con un completo restauro la facciata laterale, che ha recuperato la cromia originaria e i capitelli in cotto, e la principale che è stata ripulita; è stato creato un ascensore per il ridotto negli spazi del vecchio "Bar Sport", sono stati completamente rinnovati i camerini, sostituite le poltroncine della platea, adeguata l'impiantistica alle nuove norme. Notevoli polemiche ha suscitato il posizionamento di antiestetiche sbarre di sicurezza sui palchetti, che hanno oltretutto ridotto la capienza di 70 posti. Il teatro così rinnovato è stato inaugurato il 22 gennaio 2017 da un concerto lirico dell'Orchestra del teatro Carlo Felice diretta dal maestro Andrea Battistoni, al quale hanno partecipato tra gli altri Giovanna Casolla, Bruno Praticò, Donata D'Annunzio Lombardi, Tiziana Carraro, e Sergio Bologna. Nei mesi seguenti il teatro ha ospitato la consueta stagione di prosa.
Il 14 aprile 2017 il teatro è stato posto sotto sequestro dopo un'ispezione del Comando Provinciale dei Vigili del Fuoco di Massa e Carrara, aprendo una complessa vicenda, anche giudiziaria, in cui fondamentalmente si contesta all'amministrazione comunale uscente di aver aperto la struttura senza avere ancora ottenuto le certificazioni relative a collaudi e sicurezza. Nuovi interventi sono stati resi necessari dopo la chiusura. A fine novembre 2019 il teatro è stato riaperto.

## Descrizione

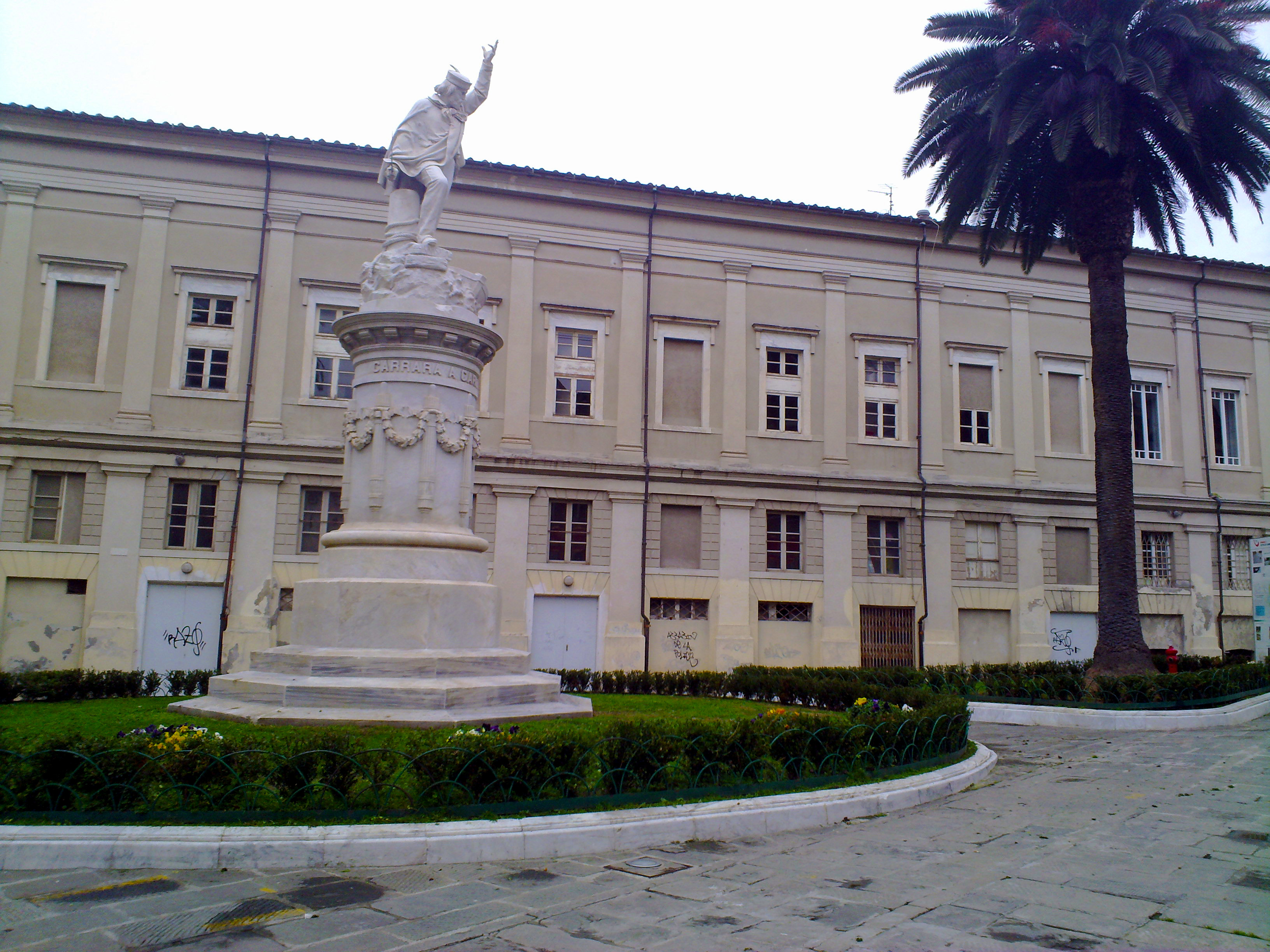
Facciata laterale su Piazza Garibaldi prima del restauro

### Esterno
Di chiara ispirazione neoclassica, il Teatro degli Animosi  è impreziosito da una facciata tripartita, interamente realizzata in Marmo di Carrara. Le due ali a bugnato concluse da paraste ed animate da una finestra per livello, incorniciano un pronao esastilo con massicci pilastri al livello inferiore, e colonne ioniche al livello superiore. L'insieme è concluso da una balaustra con iscrizione dedicatoria e motivi a ghirlanda. Il progetto originale dell'architetto Pardini prevedeva la realizzazione di sei statue a tutto tondo a soggetto allegorico da porsi sulla balaustra, ed una scalinata in marmo a sopraelevare l'intero edificio.
La facciata laterale, prospiciente la Piazza Garibaldi, prosegue l'ordine della facciata pur senza l'uso massiccio di marmi, con lesene doriche al pianterreno e ioniche al primo, intervallate da ampie finestre.

### Interno
Il foyer, con soffitto a cassettoni, è tripartito da otto colonne di ordine dorico in marmo bianco di Carrara. La sua decorazione comprende medaglioni in gesso rappresentanti musicisti e poeti italiani, opera di Carlo Nicoli, e i modelli in gesso della ‘'’Musica'’' e della ‘'’Poesia'’' di Carlo Chelli, opere destinate al teatro di Santiago del Cile.
La sala è divisa in tre ordini di palchi (in tutto cinquantasei) e un loggione, scanditi da colonne in marmo. La decorazione pittorica attuale venne eseguita nel 1870 da Carlo Pellini. Al di sotto di questa esiste ancora la decorazione originale, visibile grazie ad una finestra di restauro nel primo ordine di palchi a destra. I diversi ordini sono collegati tra loro da scale in marmo.
Il ridotto decorato in stile impero con stucchi bianchi e dorati, presenta ancora parte degli arredi originari, divani, sgabelli e specchi di grande dimensione.
Il boccascena è largo otto metri, il palcoscenico misura 14x11,50 metri e la graticcia è alta dieci metri. Non esiste buca per l'orchestra.